# 鷲龍屬
鷲龍屬（學名：Cathartesaura）是種蜥腳下目雷巴齊斯龍科恐龍，是由Pablo A. Gallina與塞巴斯蒂安·阿派斯特圭（Sebastián Apesteguía）在2005年所敘述、命名，化石包含脊椎與四肢骨頭，發現於阿根廷里奧內格羅省的烏因庫爾組（Huincul Formation）中的La Buitrera挖掘地點，年代為森諾曼階到土仑阶。
鷲龍的屬名在希臘文意為「鷲」（Cathartes）+「蜥蜴」（sauros），鷲的西班牙文為buitre，是以挖掘地點La Buitrera為名，該處為泥岩與砂岩環境，發現過豐富的鳥類化石。種名則是以阿根廷的一家膠粘劑公司（ANAREOBICOS S.A）為名，該公司在挖掘與處理工作階段，提供了挖掘與實驗方面的支援。
鷲龍是種中等體型的植食性恐龍，身體長而輕型，頸部強健，但是背腹的活動範圍有限。鷲龍的脊椎有明顯的特徵，例如相連的骨板與頸椎中的氣孔，與雷巴齊斯龍科相符。鷲龍與其他雷巴齊斯龍科都生存於晚白堊世早期，是當時僅存的梁龍超科。這支梁龍超科在後來的森诺曼期－土仑期灭绝事件中滅絕，而使泰坦巨龍類佔據其生態位的理論。